# VR Bank Alsheim
Die VR Bank eG (im Außenauftritt VR Bank eG Sitz Alsheim) ist eine Genossenschaftsbank mit Sitz in der rheinland-pfälzischen Gemeinde Alsheim im Landkreis Alzey-Worms.

## Geschichte
Die Geschichte der heutigen VR Bank eG reicht bis ins Jahr 1891 zurück. In diesem Jahr wurde in Gimbsheim die Spar- und Darlehenskasse Gimbsheim gegründet. Am 4. September 1982 gründeten 21 Mitglieder des Landwirtschaftlichen Kommunalvereins die Spar- und Darlehenskasse Alsheim mit Sitz in Alsheim. Ebenfalls in diesem Jahr entstand die Spar- und Darlehenskasse in Bechtheim, die im Jahr 1967 in Volksbank Bechtheim umfirmierte.
Die damalige Volksbank eG Bechtheim fusionierte im Jahr 1975 mit der Spar- und Darlehnskasse eG Mettenheim mit dem Sitz in Mettenheim.
Im Jahre 1978 fusionierten die Raiffeisenbank Gimbsheim eG und die Raiffeisenbank Alsheim eG zur Raiffeisenbank Alsheim-Gimbsheim eG. Die Raiffeisenbank Alsheim-Gimbsheim eG fusionierte letztmals 2012 mit der Volksbank eG Bechtheim zur heutigen VR Bank eG mit dem Sitz in Alsheim.
2021 wurde das Tochterunternehmen VRB Alsheim Service GmbH gegründet. Es ist für die Verwaltung von Mietobjekten und für die Erbringung von weiteren Dienstleistungen zuständig.

## Rechtsverhältnisse
Die VR Bank eG ist im Genossenschaftsregister beim Amtsgericht Mainz unter GnR 10218 eingetragen.

## Organisationsstruktur
Rechtsgrundlagen sind das Genossenschaftsgesetz und die durch die Generalversammlung beschlossene Satzung. Organe der Bank sind der Vorstand, der Aufsichtsrat und die Generalversammlung. Die Mitglieder sind zugleich Teilhaber der Bank und haben ein aktives Mitspracherecht. Die Bank dient der individuellen Förderung der Mitglieder und deren wirtschaftlichen Interessen. Die VR Bank eG richtet sich nach den drei Grundsätzen Selbsthilfe, Selbstverwaltung und Selbstverantwortung von Friedrich Wilhelm Raiffeisen und Hermann Schulze-Delitzsch.

## Sicherungseinrichtung
Die VR Bank eG ist der amtlich anerkannten Sicherungseinrichtung des Bundesverbandes der Deutschen Volksbanken und Raiffeisenbanken GmbH und der zusätzlichen freiwilligen Sicherungseinrichtung des Bundesverbandes der Deutschen Volksbanken und Raiffeisenbanken e.V. angeschlossen.

## Geschäftsausrichtung
Die VR Bank eG betreibt das Universalbankgeschäft. Im Verbundgeschäft arbeitet sie mit der DZ Bank, R+V Versicherung, Bausparkasse Schwäbisch Hall, Teambank, VR Leasing,  DZ Hyp und der Union Investment zusammen.

## Geschäftsgebiet
Das Geschäftsgebiet liegt in Osten des Landkreises Alzey-Worms. Die VR Bank eG verfügte von 2012 bis 2019 über vier Filialen in Alsheim, Bechtheim, Gimbsheim und Mettenheim. Seit dem 1. Januar 2020 ist die Filiale in Mettenheim in eine SB-Stelle umgewandelt. 
An diesen Orten betreibt die Bank Filialen:
- Alsheim (Hauptstelle, jur. Sitz)
- Gimbsheim (Geschäftsstelle)
- Bechtheim (Geschäftsstelle)
- Mettenheim (SB-Geschäftsstelle)